# Куртішоара (Добрецу, Олт)
Куртішоара (рум. Curtișoara) — село у повіті Олт в Румунії. Входить до складу комуни Добрецу.
Село розташоване на відстані 171 км на захід від Бухареста, 34 км на захід від Слатіни, 23 км на північний схід від Крайови.

## Населення
За даними перепису населення 2002 року у селі проживали 470 осіб, усі — румуни. Усі жителі села рідною мовою назвали румунську.